# Raïon de Doubno
Le raïon de Doubno (en ukrainien : Дубенський район) est un raïon (district) dans l'oblast de Rivne en Ukraine.
Avec la réforme administrative de 2020 le raïon absorbe ses voisins.

## Lieux d'intérêt

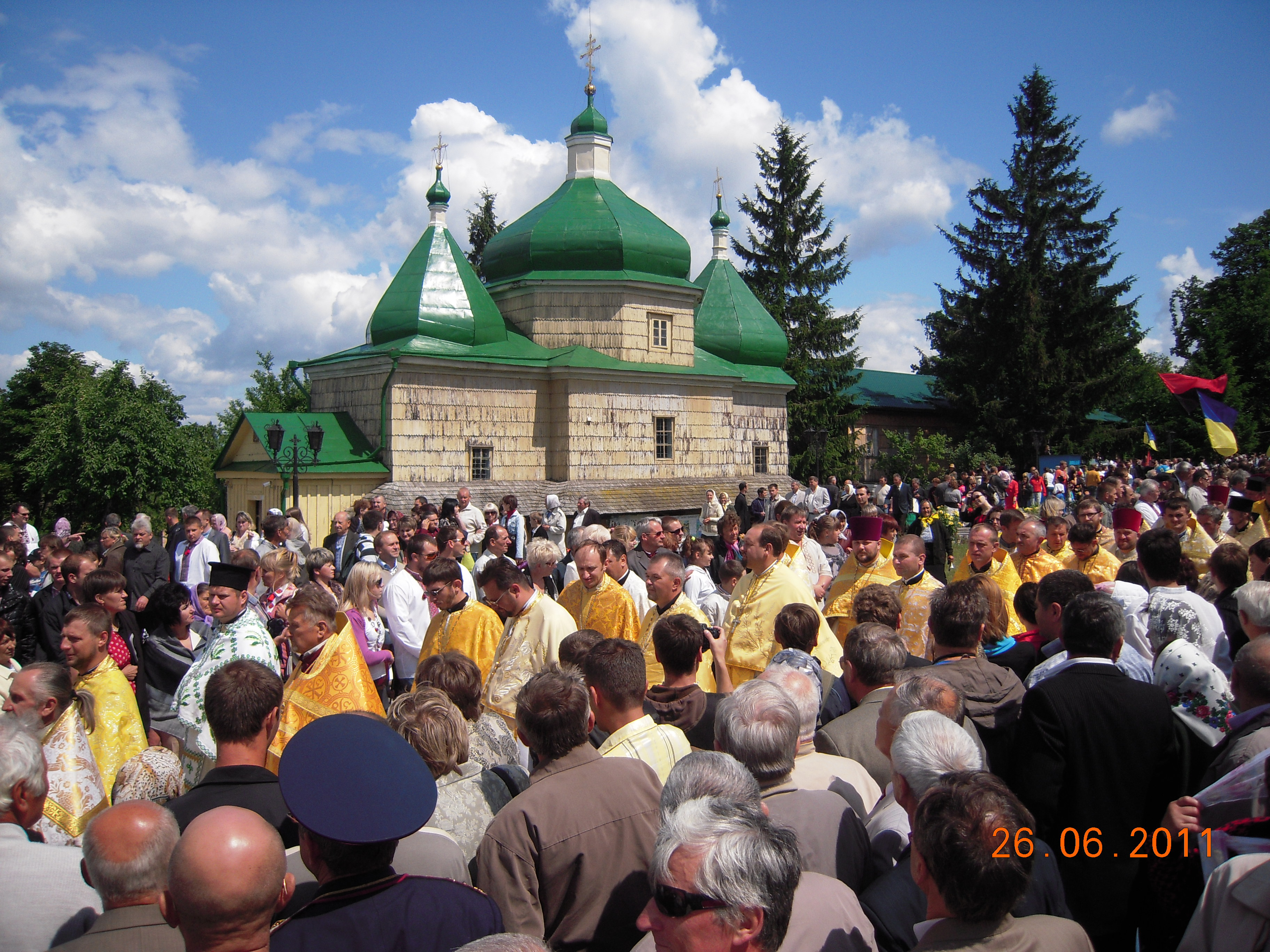
Eglise st-Michel, classée[1],
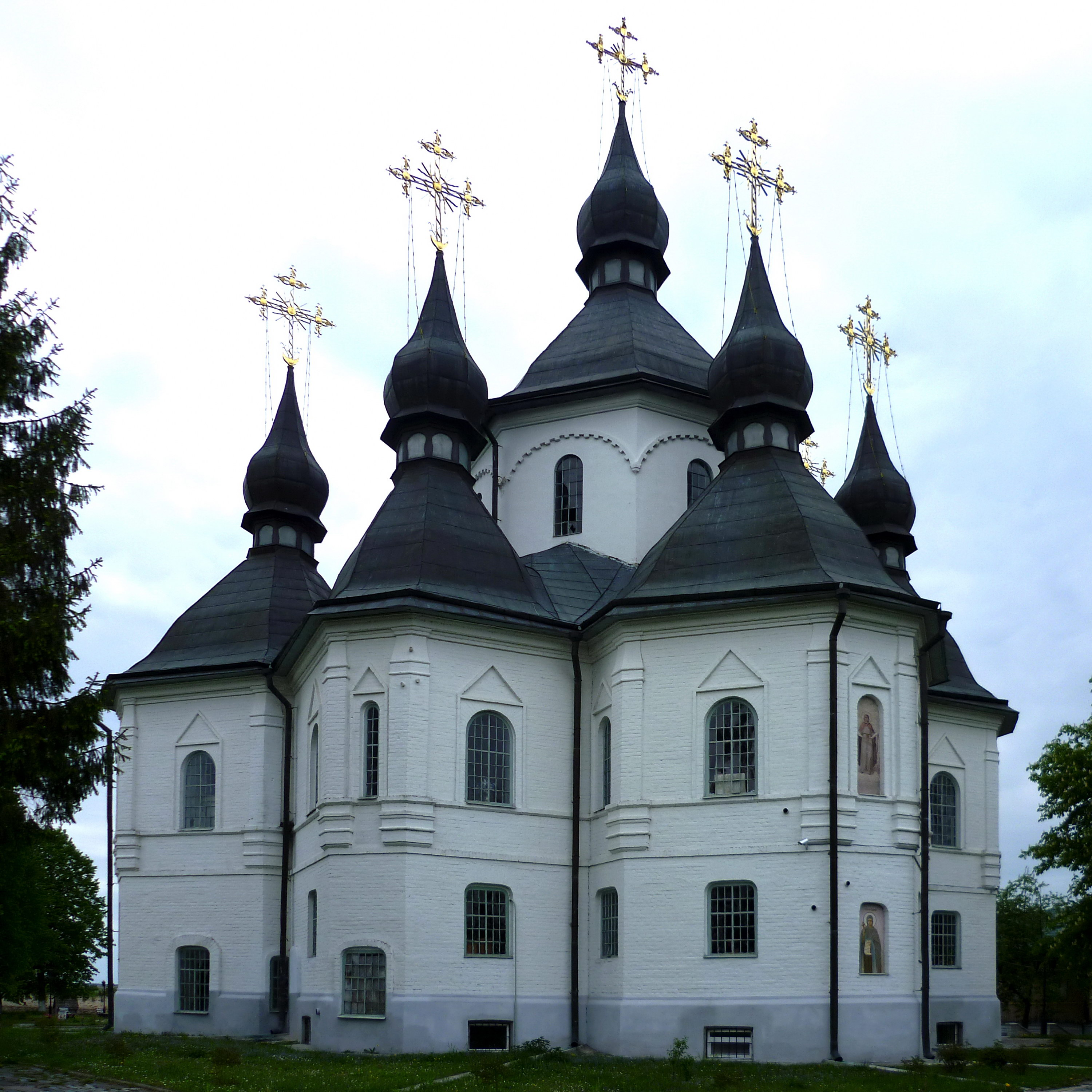
église st-Georges, classée[2],
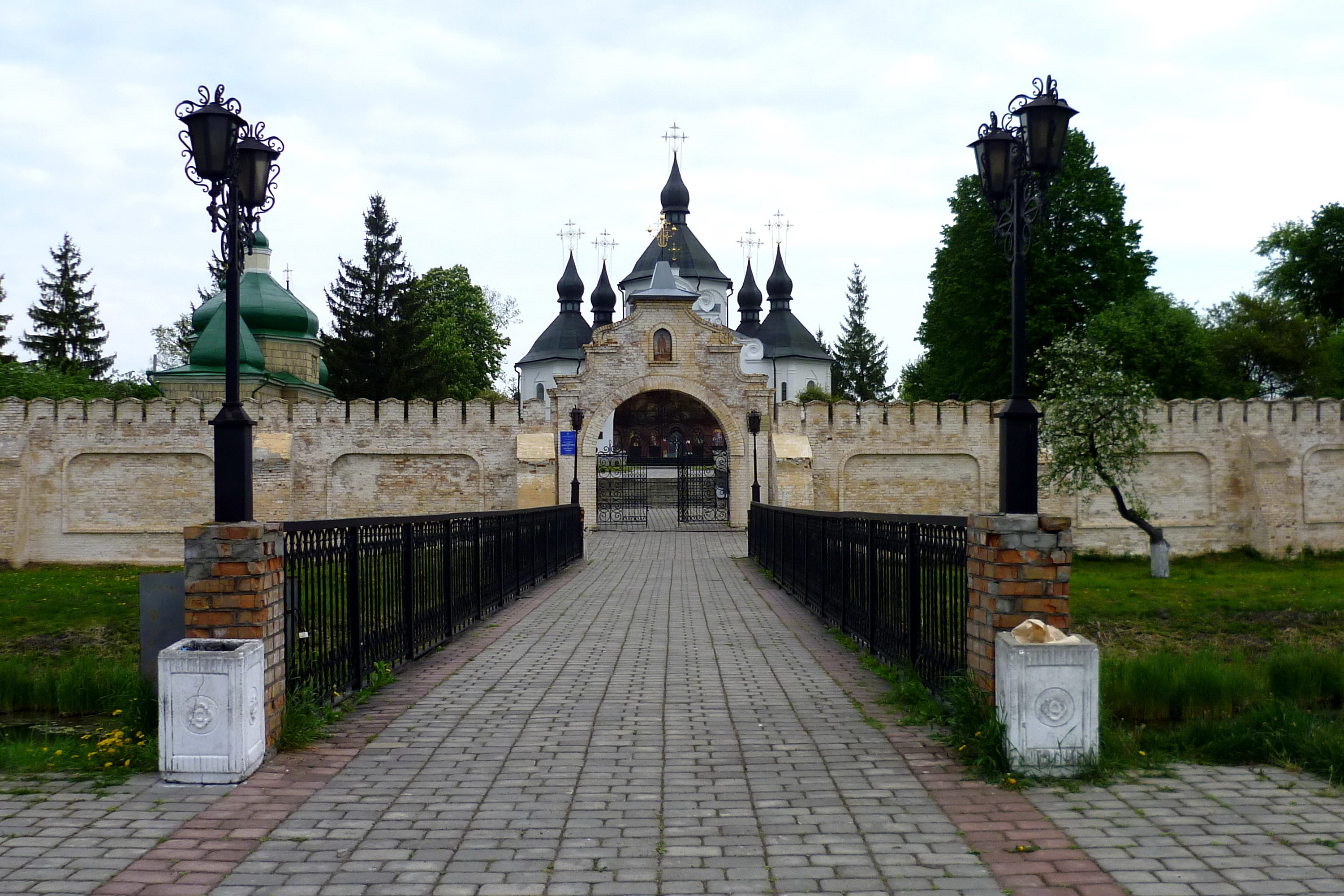
parc naturel et historique de Pliacheva, classé[Note 1].
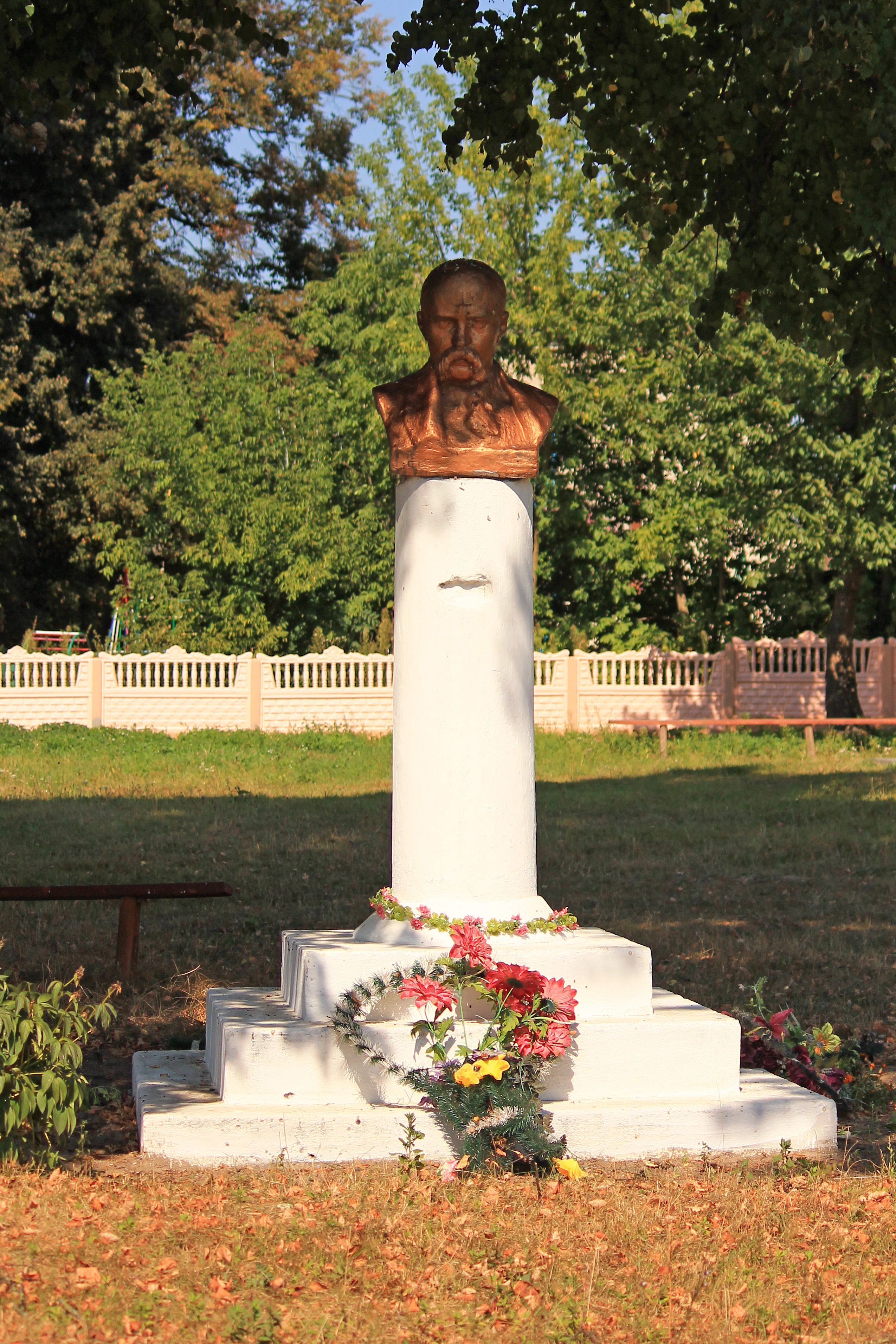
Monument à Taras Chevtchenko de Tesluhiv, classé[3].